# Final del Campeonato Ecuatoriano de Fútbol 2018
Las Finales 2018 o Tercera etapa del Campeonato Ecuatoriano de Fútbol 2018 definieron al campeón y subcampeón del torneo, además del cuarto representante ecuatoriano a la Copa Sudamericana 2019. El ganador de la Primera etapa se enfrentó al ganador de la Segunda etapa del campeonato en partidos de ida y vuelta. Los partidos se los disputaron el 12 de diciembre la ida y el 16 de diciembre la vuelta y participaron Liga Deportiva Universitaria como ganador de la Primera etapa y el Club Sport Emelec como ganador de la Segunda etapa.
La final la disputaron los dos equipos más regulares de toda la temporada, durante las dos etapas, albos y eléctricos siempre estuvieron peleando los primeros lugares, cada etapa tuvo un protagonista diferente la primera fue para el albo y la segunda para los millonarios, en cada una el equipo que llegaba con la ventaja de depender de sí mismo la ganó. La regularidad de estos equipos también se demostró en la tabla acumulada, los centrales terminaron por encima del bombillo por cinco puntos de diferencia, lo que le permitió a Liga Deportiva Universitaria terminar de local en el partido de vuelta.
Liga Deportiva Universitaria logró coronarse por décima primera vez en su historia tras empatar la ida en Guayaquil por 1 - 1 y ganar el partido de vuelta en Quito con el marcador de 1 - 0. También Liga se convirtió en el equipo que más finales ha ganado en la historia del fútbol ecuatoriano, con 6 victorias.

## Final

### Antecedentes
Fue la cuarta ocasión en la que Liga Deportiva Universitaria y Emelec se enfrentaron en una final de campeonato ecuatoriano, siendo esta la final que más veces se ha disputado en la historia de la Serie A. Las tres anteriores sucedieron en los campeonatos de 1998 y 2010, en ambas ocasiones Liga de Quito fue el ganador, la más reciente se disputó en 2015 donde Emelec salió ganador.

### Clubes clasificados
| Liga Deportiva Universitaria |  |  |  | Ganador de la Primera etapa |
| Club Sport Emelec            |  |  |  | Ganador de la Segunda etapa |

### Camino a la final

#### Liga Deportiva Universitaria
La campaña de Liga durante la Primera etapa fue una de las más destacadas en sus participaciones bajo esta modalidad de campeonato, fue el equipo con la defensa menos batida junto con Sociedad Deportiva Aucas, vio su valla caer en 18 oportunidades, marcó 32 goles a favor, perdió cuatro partidos y fue el equipo con más victorias en la etapa, 14 veces ganó el cuadro albo; en la segunda etapa fue el equipo con menos derrotas (3) y el que más empates consiguió (10), en el acumulado de la temporada fue el equipo que menos goles recibió y más partidos ganó. El goleador del equipo de todo el año es Juan Anangonó con 16 goles marcó 4 goles en la primera y 12 en la segunda siendo el goleador del equipo en la segunda mitad de año, en la primera etapa el goleador del equipo fue Hernán Barcos con 9 goles.
| Etapa     | Posición | PTS | PJ | PG | PE | PP | GF | GC | DG  |
| --------- | -------- | --- | -- | -- | -- | -- | -- | -- | --- |
| Primera   | 1.°      | 46  | 22 | 14 | 4  | 4  | 32 | 18 | +14 |
| Segunda   | 3.°      | 37  | 22 | 9  | 10 | 3  | 32 | 19 | +13 |
| Acumulada | 1.°      | 83  | 44 | 23 | 14 | 7  | 64 | 37 | +27 |

#### Emelec
Los números de Emelec en la Primera etapa fueron discretos, se ubicó 4.° lugar, durante la etapa no fue protagonista donde terminó detrás de la Universidad Católica; en la segunda etapa volvió a ser el equipo estelarista de los últimos años, con mayor efectividad en el juego fue el equipo más partidos ganó (12), también fue el arco con menos goles recibidos, 17 goles se encajaron en el arco eléctrico, estuvo invicto de local en la segunda etapa, de los 11 partidos disputados en el Capwell ganó 8 partidos y empató 3, en la tabla acumulada terminó tercero detrás de su rival de barrio Barcelona Sporting Club, se confirmó como el equipo más goleador del año con 69 goles. Durante la temporada perdió 12 partidos 7 en la primera y 5 en la segunda, 10 de las 12 derrotas fueron en condición de visitante y dos ante Liga, una de local en la primera etapa y otra de visitante en la segunda. El goleador del equipo durante toda la temporada es Brayan Angulo con 28 goles, marcó 13 goles en la primera y 15 en la segunda, además es el segundo máximo goleador del torneo detrás de Jhon Cifuente.
| Etapa     | Posición | PTS | PJ | PG | PE | PP | GF | GC | DG  |
| --------- | -------- | --- | -- | -- | -- | -- | -- | -- | --- |
| Primera   | 4.°      | 37  | 22 | 11 | 4  | 7  | 34 | 27 | +7  |
| Segunda   | 1.°      | 41  | 22 | 12 | 5  | 5  | 35 | 17 | +18 |
| Acumulada | 3.°      | 78  | 44 | 23 | 9  | 12 | 69 | 44 | +25 |

### Partidos en la temporada
| Fecha          | Etapa   | Ciudad    | Resultado                  | Ref.   |
| -------------- | ------- | --------- | -------------------------- | ------ |
| 25 de marzo    | Primera | Guayaquil | Emelec 0 : 1 Liga de Quito | [ 12 ] |
| 9 de junio     | Primera | Quito     | Liga de Quito 1 : 1 Emelec | [ 13 ] |
| 29 de julio    | Segunda | Quito     | Liga de Quito 2 : 1 Emelec | [ 14 ] |
| 2 de diciembre | Segunda | Guayaquil | Emelec 0 : 0 Liga de Quito | [ 15 ] |

### Estadios
| Quito                       | Guayaquil                  |
| --------------------------- | -------------------------- |
| Estadio Rodrigo Paz Delgado | Estadio Banco del Pacífico |
| Capacidad: 41 575           | Capacidad: 39 059          |
|                             |                            |

### Final
|                   | vs.              |
| Liga de Quito 2 1 | C. S. Emelec 1 0 |

| 12 de diciembre de 2018, 20:00 | Emelec     | 1:1 (1:0)                                     | Liga de Quito | Estadio Banco del Pacífico-Capwell, Guayaquil           |                                                         |
|                                | Angulo 45' | FEF Reporte Ecuagol Reporte Soccerway Reporte | A. Julio 59'  | Asistencia: 34 902 espectadores Árbitro(s): Carlos Orbe | Asistencia: 34 902 espectadores Árbitro(s): Carlos Orbe |

| 16 de diciembre de 2018, 12:00 | Liga de Quito | 1:0 (1:0)                                     | Emelec | Estadio Rodrigo Paz Delgado, Quito |                         |
|                                | A. Julio 9'   | FEF Reporte Ecuagol Reporte Soccerway Reporte |        | Árbitro(s): Luis Quiroz            | Árbitro(s): Luis Quiroz |

- Liga Deportiva Universitaria ganó 2 - 1 en el marcador global.

#### Ida
| 12         | Guardameta     | Esteban Dreer       |     |
| 44         | Defensa        | Juan Carlos Paredes |     |
| 26         | Defensa        | Marlon Mejía        |     |
| 6          | Defensa        | Leandro Vega        | 63' |
| 21         | Defensa        | Ronaldo Johnson     |     |
| 20         | Centrocampista | Nicolás Queiróz     | 77' |
| 5          | Centrocampista | Dixon Arroyo        |     |
| 14         | Centrocampista | Romario Caicedo     |     |
| 7          | Centrocampista | Joel López          | 57' |
| 11         | Centrocampista | Joao Rojas          |     |
| 19         | Delantero      | Bryan Angulo        |     |
| Entrenador | Entrenador     | Mariano Soso        |     |

| 22         | Guardameta     | Adrián Gabbarini   |     |
| 14         | Defensa        | José Quintero      |     |
| 2          | Defensa        | Hernán Pellerano   |     |
| 15         | Defensa        | Franklin Guerra    | 47' |
| 20         | Defensa        | Christian Cruz     |     |
| 5          | Centrocampista | Jefferson Intriago |     |
| 18         | Centrocampista | Jefferson Orejuela |     |
| 23         | Centrocampista | Fernando Guerrero  |     |
| 11         | Centrocampista | Anderson Julio     |     |
| 26         | Centrocampista | Jhojan Julio       | 73' |
| 17         | Delantero      | Juan Anangonó      | 79' |
| Entrenador | Entrenador     | Pablo Repetto      |     |

| 34 | Centrocampista | Fernando Luna  | 57' |
| 2  | Defensa        | Jorge Guagua   | 63' |
| 15 | Centrocampista | Pedro Quiñónez | 77' |

| 24 | Defensa        | Kevin Minda       | 47' |
| 19 | Delantero      | Cristian Martínez | 79' |
| 7  | Centrocampista | Edison Vega       | 73' |

| Anotado | 45' | Brayan Angulo | 1 - 0 |

| Anotado | 59' | Anderson Julio | 1 - 1 |

| Amonestado | 43' | Marlon Mejía  |
| Amonestado | 46' | Joao Rojas    |
| Amonestado | 75' | Dixon Arroyo  |
| Amonestado | 77' | Brayan Angulo |

| Amonestado | 46'   | Fernando Guerrero  |
| Amonestado | 87'   | José Quintero      |
| Amonestado | 87'   | Edison Realpe      |
| Amonestado | 90+2' | Jefferson Intriago |

| Árbitro             | Carlos Orbe       |
| Árbitros asistentes | Luis Vera         |
| Árbitros asistentes | Byron Romero      |
| Cuarto Árbitro      | Franklin Congo    |
| Áreas               | José Luis Espinel |
| Áreas               | Diego Lara        |

| 12         | Guardameta     | Esteban Dreer       |     |
| 44         | Defensa        | Juan Carlos Paredes |     |
| 26         | Defensa        | Marlon Mejía        |     |
| 6          | Defensa        | Leandro Vega        | 63' |
| 21         | Defensa        | Ronaldo Johnson     |     |
| 20         | Centrocampista | Nicolás Queiróz     | 77' |
| 5          | Centrocampista | Dixon Arroyo        |     |
| 14         | Centrocampista | Romario Caicedo     |     |
| 7          | Centrocampista | Joel López          | 57' |
| 11         | Centrocampista | Joao Rojas          |     |
| 19         | Delantero      | Bryan Angulo        |     |
| Entrenador | Entrenador     | Mariano Soso        |     |

| 22         | Guardameta     | Adrián Gabbarini   |     |
| 14         | Defensa        | José Quintero      |     |
| 2          | Defensa        | Hernán Pellerano   |     |
| 15         | Defensa        | Franklin Guerra    | 47' |
| 20         | Defensa        | Christian Cruz     |     |
| 5          | Centrocampista | Jefferson Intriago |     |
| 18         | Centrocampista | Jefferson Orejuela |     |
| 23         | Centrocampista | Fernando Guerrero  |     |
| 11         | Centrocampista | Anderson Julio     |     |
| 26         | Centrocampista | Jhojan Julio       | 73' |
| 17         | Delantero      | Juan Anangonó      | 79' |
| Entrenador | Entrenador     | Pablo Repetto      |     |

| 34 | Centrocampista | Fernando Luna  | 57' |
| 2  | Defensa        | Jorge Guagua   | 63' |
| 15 | Centrocampista | Pedro Quiñónez | 77' |

| 24 | Defensa        | Kevin Minda       | 47' |
| 19 | Delantero      | Cristian Martínez | 79' |
| 7  | Centrocampista | Edison Vega       | 73' |

| Anotado | 45' | Brayan Angulo | 1 - 0 |

| Anotado | 59' | Anderson Julio | 1 - 1 |

| Amonestado | 43' | Marlon Mejía  |
| Amonestado | 46' | Joao Rojas    |
| Amonestado | 75' | Dixon Arroyo  |
| Amonestado | 77' | Brayan Angulo |

| Amonestado | 46'   | Fernando Guerrero  |
| Amonestado | 87'   | José Quintero      |
| Amonestado | 87'   | Edison Realpe      |
| Amonestado | 90+2' | Jefferson Intriago |

| Árbitro             | Carlos Orbe       |
| Árbitros asistentes | Luis Vera         |
| Árbitros asistentes | Byron Romero      |
| Cuarto Árbitro      | Franklin Congo    |
| Áreas               | José Luis Espinel |
| Áreas               | Diego Lara        |

#### Vuelta
| 22         | Guardameta     | Adrián Gabbarini   |     |
| 14         | Defensa        | José Quintero      |     |
| 2          | Defensa        | Hernán Pellerano   | 6'  |
| 15         | Defensa        | Franklin Guerra    | 26' |
| 20         | Defensa        | Christian Cruz     |     |
| 5          | Centrocampista | Jefferson Intriago |     |
| 18         | Centrocampista | Jefferson Orejuela |     |
| 23         | Centrocampista | Fernando Guerrero  |     |
| 11         | Centrocampista | Anderson Julio     | 81' |
| 26         | Centrocampista | Jhojan Julio       |     |
| 17         | Delantero      | Juan Anangonó      |     |
| Entrenador | Entrenador     | Pablo Repetto      |     |

| 12         | Guardameta     | Esteban Dreer       |     |
| 44         | Defensa        | Juan Carlos Paredes | 46' |
| 26         | Defensa        | Marlon Mejía        |     |
| 6          | Defensa        | Leandro Vega        |     |
| 21         | Defensa        | Ronaldo Johnson     |     |
| 15         | Centrocampista | Pedro Quiñónez      | 70' |
| 5          | Centrocampista | Dixon Arroyo        |     |
| 14         | Centrocampista | Romario Caicedo     |     |
| 11         | Centrocampista | Joao Rojas          |     |
| 18         | Delantero      | Byron Palacios      | 59' |
| 19         | Delantero      | Bryan Angulo        |     |
| Entrenador | Entrenador     | Mariano Soso        |     |

| 24 | Defensa        | Kevin Minda   | 6'  |
| 25 | Defensa        | Edison Realpe | 26' |
| 7  | Centrocampista | Edison Vega   | 81' |

| 20 | Centrocampista | Nicolás Queiróz | 46' |
| 8  | Centrocampista | Marcos Mondaini | 59' |
| 9  | Delantero      | Marlon de Jesús | 70' |

| Anotado | 9' | Anderson Julio | 1 - 0 |

| Amonestado | 77' | Jefferson Intriago |
| Amonestado | 89' | Adrián Gabbarini   |

| Amonestado | 34' | Dixon Arroyo    |
| Amonestado | 44' | Romario Caicedo |
| Amonestado | 63' | Pedro Quiñónez  |
| Amonestado | 77' | Marlon Mejía    |

| Expulsado | 90+1' | Marlon Mejía |

| Árbitro             | Luis Quiroz            |
| Árbitros asistentes | Christian Lescano      |
| Árbitros asistentes | Juan Carlos Macías     |
| Cuarto Árbitro      | Guillermo Guerrero     |
| Áreas               | Daniel Salazar         |
| Áreas               | Juan Carlos Albarracín |

| 22         | Guardameta     | Adrián Gabbarini   |     |
| 14         | Defensa        | José Quintero      |     |
| 2          | Defensa        | Hernán Pellerano   | 6'  |
| 15         | Defensa        | Franklin Guerra    | 26' |
| 20         | Defensa        | Christian Cruz     |     |
| 5          | Centrocampista | Jefferson Intriago |     |
| 18         | Centrocampista | Jefferson Orejuela |     |
| 23         | Centrocampista | Fernando Guerrero  |     |
| 11         | Centrocampista | Anderson Julio     | 81' |
| 26         | Centrocampista | Jhojan Julio       |     |
| 17         | Delantero      | Juan Anangonó      |     |
| Entrenador | Entrenador     | Pablo Repetto      |     |

| 12         | Guardameta     | Esteban Dreer       |     |
| 44         | Defensa        | Juan Carlos Paredes | 46' |
| 26         | Defensa        | Marlon Mejía        |     |
| 6          | Defensa        | Leandro Vega        |     |
| 21         | Defensa        | Ronaldo Johnson     |     |
| 15         | Centrocampista | Pedro Quiñónez      | 70' |
| 5          | Centrocampista | Dixon Arroyo        |     |
| 14         | Centrocampista | Romario Caicedo     |     |
| 11         | Centrocampista | Joao Rojas          |     |
| 18         | Delantero      | Byron Palacios      | 59' |
| 19         | Delantero      | Bryan Angulo        |     |
| Entrenador | Entrenador     | Mariano Soso        |     |

| 24 | Defensa        | Kevin Minda   | 6'  |
| 25 | Defensa        | Edison Realpe | 26' |
| 7  | Centrocampista | Edison Vega   | 81' |

| 20 | Centrocampista | Nicolás Queiróz | 46' |
| 8  | Centrocampista | Marcos Mondaini | 59' |
| 9  | Delantero      | Marlon de Jesús | 70' |

| Anotado | 9' | Anderson Julio | 1 - 0 |

| Amonestado | 77' | Jefferson Intriago |
| Amonestado | 89' | Adrián Gabbarini   |

| Amonestado | 34' | Dixon Arroyo    |
| Amonestado | 44' | Romario Caicedo |
| Amonestado | 63' | Pedro Quiñónez  |
| Amonestado | 77' | Marlon Mejía    |

| Expulsado | 90+1' | Marlon Mejía |

| Árbitro             | Luis Quiroz            |
| Árbitros asistentes | Christian Lescano      |
| Árbitros asistentes | Juan Carlos Macías     |
| Cuarto Árbitro      | Guillermo Guerrero     |
| Áreas               | Daniel Salazar         |
| Áreas               | Juan Carlos Albarracín |

|                                                   |
|                                                   |
| Liga Deportiva Universitaria Campeón 11.er título |

## Clasificación a la Copa Sudamericana 2019

### Antecedentes
Fue la primera ocasión en la que Aucas y Mushuc Runa se enfrentaron en un play-off definitorio de campeonato ecuatoriano. De igual manera ni orientales ni ambateños tienen registros de definición en partidos tipo play-off en la historia de la Serie A.

### Clubes clasificados
| Aucas       |  |  |  | 8.° lugar de la Tabla acumulada |
| Mushuc Runa |  |  |  | Campeón de la Serie B 2018      |

### Estadios
| Quito                        | Ambato                   |
| ---------------------------- | ------------------------ |
| Estadio Gonzalo Pozo Ripalda | Estadio Mushuc Runa COAC |
| Capacidad: 18 799            | Capacidad: 6000          |
|                              |                          |

### Partido
|             | vs.               |
| Aucas 2 0 2 | Mushuc Runa 3 1 2 |

| 11 de diciembre de 2018, 12:00 | Mushuc Runa | 1:0 (0:0)                                    | Aucas | Estadio Mushuc Runa COAC, Ambato                      |                                                       |
|                                | Renato 88'  | FEF Reporte La Red Reporte Soccerway Reporte |       | Asistencia: 5000 espectadores Árbitro(s): Marlon Vera | Asistencia: 5000 espectadores Árbitro(s): Marlon Vera |

| 15 de diciembre de 2018, 12:00 | Aucas                   | 2:2 (0:1)                                    | Mushuc Runa               | Estadio Gonzalo Pozo Ripalda, Quito |                             |
|                                | Montaño 72' · Govea 86' | FEF Reporte La Red Reporte Soccerway Reporte | Estupiñán 42' · Rivas 70' | Árbitro(s): Vinicio Espinel         | Árbitro(s): Vinicio Espinel |

- Mushuc Runa ganó 3 - 2 en el marcador global.

#### Ida
| 12         | Guardameta     | Juan Molina        |     |
| 13         | Defensa        | Marco Carrasco     |     |
| 20         | Defensa        | Darwin Quilumba    |     |
| 31         | Defensa        | Willianson Córdoba |     |
| 30         | Defensa        | Darío Bone         |     |
| 33         | Centrocampista | Juan Realpe        |     |
| 14         | Centrocampista | Fernando Fajardo   | 87' |
| 15         | Centrocampista | Edwin Méndez       |     |
| 11         | Delantero      | Esteban Rivas      | 78' |
| 54         | Delantero      | Luis Estupiñán     | 67' |
| 9          | Delantero      | Fabio Renato       |     |
| Entrenador | Entrenador     | Geovanny Cumbicus  |     |

| 12         | Guardameta     | Víctor Soto     |     |
| 4          | Defensa        | Juan Lara       |     |
| 20         | Defensa        | Juan Anangonó   |     |
| 25         | Defensa        | Henry León      |     |
| 14         | Defensa        | Jhon Espinoza   |     |
| 15         | Centrocampista | Mario Rizotto   |     |
| 28         | Centrocampista | Jhonny Quiñónez |     |
| 11         | Centrocampista | Juan José Govea | 53' |
| 51         | Centrocampista | Janus Vivar     | 63' |
| 18         | Delantero      | Enson Rodríguez |     |
| 24         | Delantero      | Edson Montaño   |     |
| Entrenador | Entrenador     | Darío Tempesta  |     |

| 19 | Centrocampista | Claudio Alves   | 67' |
| 28 | Delantero      | Gregoris Ortiz  | 78' |
| 7  | Delantero      | Carlos Quintero | 87' |

| 17 | Delantero      | Ignacio Cacheiro   | 53' |
| 22 | Centrocampista | Alexander Alvarado | 63' |

| Anotado | 88' | Fabio Renato | 1 - 0 |

| Amonestado | 25' | Darwin Quilumba |
| Amonestado | 86' | Juan Realpe     |
| Amonestado | 90' | Juan Molina     |

| Amonestado | 40' | Jhonny Quiñónez |
| Amonestado | 53' | Mario Rizotto   |
| Amonestado | 76' | Enson Rodríguez |

| Árbitro             | Marlon Vera     |
| Árbitros asistentes | Luis García     |
| Árbitros asistentes | Guillermo Parra |
| Cuarto Árbitro      | Óscar Proaño    |

| 12         | Guardameta     | Juan Molina        |     |
| 13         | Defensa        | Marco Carrasco     |     |
| 20         | Defensa        | Darwin Quilumba    |     |
| 31         | Defensa        | Willianson Córdoba |     |
| 30         | Defensa        | Darío Bone         |     |
| 33         | Centrocampista | Juan Realpe        |     |
| 14         | Centrocampista | Fernando Fajardo   | 87' |
| 15         | Centrocampista | Edwin Méndez       |     |
| 11         | Delantero      | Esteban Rivas      | 78' |
| 54         | Delantero      | Luis Estupiñán     | 67' |
| 9          | Delantero      | Fabio Renato       |     |
| Entrenador | Entrenador     | Geovanny Cumbicus  |     |

| 12         | Guardameta     | Víctor Soto     |     |
| 4          | Defensa        | Juan Lara       |     |
| 20         | Defensa        | Juan Anangonó   |     |
| 25         | Defensa        | Henry León      |     |
| 14         | Defensa        | Jhon Espinoza   |     |
| 15         | Centrocampista | Mario Rizotto   |     |
| 28         | Centrocampista | Jhonny Quiñónez |     |
| 11         | Centrocampista | Juan José Govea | 53' |
| 51         | Centrocampista | Janus Vivar     | 63' |
| 18         | Delantero      | Enson Rodríguez |     |
| 24         | Delantero      | Edson Montaño   |     |
| Entrenador | Entrenador     | Darío Tempesta  |     |

| 19 | Centrocampista | Claudio Alves   | 67' |
| 28 | Delantero      | Gregoris Ortiz  | 78' |
| 7  | Delantero      | Carlos Quintero | 87' |

| 17 | Delantero      | Ignacio Cacheiro   | 53' |
| 22 | Centrocampista | Alexander Alvarado | 63' |

| Anotado | 88' | Fabio Renato | 1 - 0 |

| Amonestado | 25' | Darwin Quilumba |
| Amonestado | 86' | Juan Realpe     |
| Amonestado | 90' | Juan Molina     |

| Amonestado | 40' | Jhonny Quiñónez |
| Amonestado | 53' | Mario Rizotto   |
| Amonestado | 76' | Enson Rodríguez |

| Árbitro             | Marlon Vera     |
| Árbitros asistentes | Luis García     |
| Árbitros asistentes | Guillermo Parra |
| Cuarto Árbitro      | Óscar Proaño    |

#### Vuelta
| 1          | Guardameta     | Luis Fernández   |     |
| 14         | Defensa        | Jhon Espinoza    |     |
| 4          | Defensa        | Juan Lara        |     |
| 27         | Defensa        | Luis Romero      |     |
| 20         | Defensa        | Juan Anangonó    |     |
| 7          | Centrocampista | Jairon Bonett    | 54' |
| 15         | Centrocampista | Mario Rizotto    |     |
| 28         | Centrocampista | Jhonny Quiñónez  | 46' |
| 17         | Centrocampista | Ignacio Cacheiro | 54' |
| 18         | Delantero      | Enson Rodríguez  |     |
| 24         | Delantero      | Edson Montaño    |     |
| Entrenador | Entrenador     | Darío Tempesta   |     |

| 12         | Guardameta     | Juan Molina        |       |
| 13         | Defensa        | Marco Carrasco     |       |
| 20         | Defensa        | Darwin Quilumba    |       |
| 31         | Defensa        | Willianson Córdoba |       |
| 30         | Defensa        | Darío Bone         |       |
| 33         | Centrocampista | Juan Realpe        |       |
| 14         | Centrocampista | Fernando Fajardo   |       |
| 15         | Centrocampista | Edwin Méndez       | 90+4' |
| 11         | Delantero      | Esteban Rivas      |       |
| 54         | Delantero      | Luis Estupiñán     | 85'   |
| 9          | Delantero      | Fabio Renato       | 81'   |
| Entrenador | Entrenador     | Geovanny Cumbicus  |       |

| 11 | Centrocampista | Juan José Govea    | 46' |
| 22 | Centrocampista | Alexander Alvarado | 54' |
| 51 | Centrocampista | Janus Vivar        | 54' |

| 10 | Centrocampista | Michael Endara | 81'   |
| 28 | Delantero      | Gregoris Ortiz | 85'   |
| 24 | Delantero      | José Monaga    | 90+4' |

| Anotado | 72' | Edson Montaño   | 1 - 2 |
| Anotado | 86' | Juan José Govea | 2 - 2 |

| Anotado | 42' | Luis Estupiñán | 0 - 1 |
| Anotado | 70' | Esteban Rivas  | 0 - 2 |

| Amonestado | 45+2' | Luis Romero     |
| Amonestado | 90+2' | Enson Rodríguez |

| Amonestado | 9'    | Fernando Fajardo   |
| Amonestado | 34'   | Willianson Córdoba |
| Amonestado | 59'   | Darío Bone         |
| Amonestado | 76'   | Juan Molina        |
| Amonestado | 90+2' | Michael Endara     |

| Árbitro             | Vinicio Espinel |
| Árbitros asistentes | Dennys Guerrero |
| Árbitros asistentes | Mónica Amboya   |
| Cuarto Árbitro      | Augusto Aragón  |

| 1          | Guardameta     | Luis Fernández   |     |
| 14         | Defensa        | Jhon Espinoza    |     |
| 4          | Defensa        | Juan Lara        |     |
| 27         | Defensa        | Luis Romero      |     |
| 20         | Defensa        | Juan Anangonó    |     |
| 7          | Centrocampista | Jairon Bonett    | 54' |
| 15         | Centrocampista | Mario Rizotto    |     |
| 28         | Centrocampista | Jhonny Quiñónez  | 46' |
| 17         | Centrocampista | Ignacio Cacheiro | 54' |
| 18         | Delantero      | Enson Rodríguez  |     |
| 24         | Delantero      | Edson Montaño    |     |
| Entrenador | Entrenador     | Darío Tempesta   |     |

| 12         | Guardameta     | Juan Molina        |       |
| 13         | Defensa        | Marco Carrasco     |       |
| 20         | Defensa        | Darwin Quilumba    |       |
| 31         | Defensa        | Willianson Córdoba |       |
| 30         | Defensa        | Darío Bone         |       |
| 33         | Centrocampista | Juan Realpe        |       |
| 14         | Centrocampista | Fernando Fajardo   |       |
| 15         | Centrocampista | Edwin Méndez       | 90+4' |
| 11         | Delantero      | Esteban Rivas      |       |
| 54         | Delantero      | Luis Estupiñán     | 85'   |
| 9          | Delantero      | Fabio Renato       | 81'   |
| Entrenador | Entrenador     | Geovanny Cumbicus  |       |

| 11 | Centrocampista | Juan José Govea    | 46' |
| 22 | Centrocampista | Alexander Alvarado | 54' |
| 51 | Centrocampista | Janus Vivar        | 54' |

| 10 | Centrocampista | Michael Endara | 81'   |
| 28 | Delantero      | Gregoris Ortiz | 85'   |
| 24 | Delantero      | José Monaga    | 90+4' |

| Anotado | 72' | Edson Montaño   | 1 - 2 |
| Anotado | 86' | Juan José Govea | 2 - 2 |

| Anotado | 42' | Luis Estupiñán | 0 - 1 |
| Anotado | 70' | Esteban Rivas  | 0 - 2 |

| Amonestado | 45+2' | Luis Romero     |
| Amonestado | 90+2' | Enson Rodríguez |

| Amonestado | 9'    | Fernando Fajardo   |
| Amonestado | 34'   | Willianson Córdoba |
| Amonestado | 59'   | Darío Bone         |
| Amonestado | 76'   | Juan Molina        |
| Amonestado | 90+2' | Michael Endara     |

| Árbitro             | Vinicio Espinel |
| Árbitros asistentes | Dennys Guerrero |
| Árbitros asistentes | Mónica Amboya   |
| Cuarto Árbitro      | Augusto Aragón  |

|                                                                            |
|                                                                            |
| Mushuc Runa Sporting Club Clasificado a Copa Sudamericana 2019 (Ecuador 4) |